# Phankham Viphavanh
Phankham Viphavanh (laociano: ພັນຄຳ ວິພາວັນ; 1951) é um político laociano, membro do Politburo e Comitê Executivo do Partido Popular Revolucionário do Laos. Foi Primeiro-ministro do Laos de 22 de março de 2021 a 30 de dezembro de 2022.
Foi eleito pela Assembleia Nacional em abril de 2016. Anteriormente, foi vice-presidente de Laos, Ministro da Educação, além de Presidente da Associação Lao-Vietnamita de Amizade.
Fazem parte de seu gabinete: Sonexay Siphandone como ministro da defesa e Bounchom Oubonpaseut como ministro das finanças; Saleumxay Kommasith segue como ministro do exterior e Vilay Lakhamfong ministro de segurança pública.